# Askims norra kyrkogård

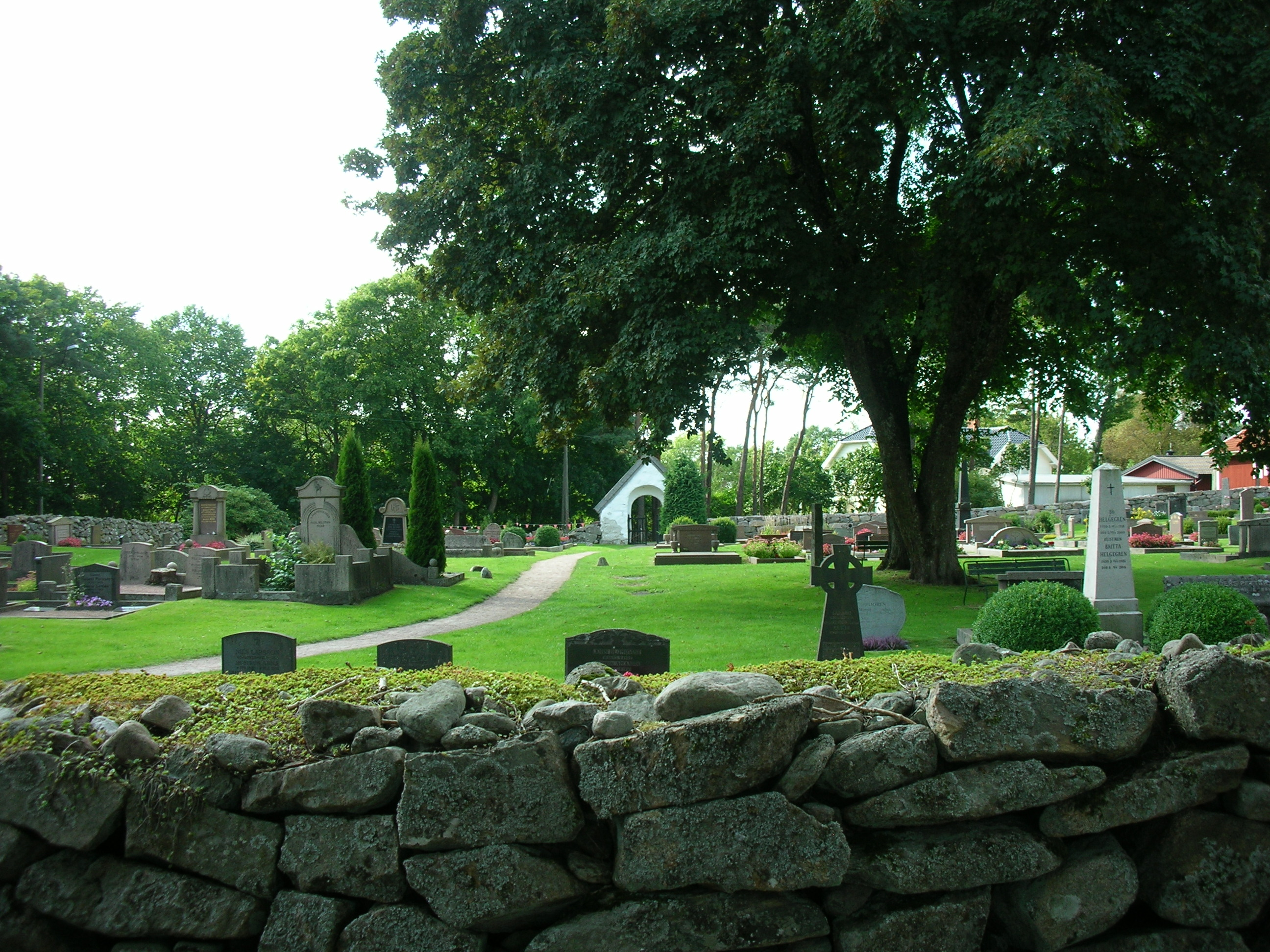
Askims norra kyrkogård, september 2015.

Askims norra kyrkogård är en kyrkogård i stadsdelen Askim i södra Göteborg. Den är av medeltida ursprung och har 662 gravplatser.
Norr om kyrkogården ligger ett järnåldersgravfält (800–1050 e. Kr.) med ett åttiotal gravhögar. Under tidig medeltid byggdes Askims sockenkyrka på platsen. Den brann ner år 1876 och ersattes då med den nuvarande Askims kyrka, som ligger längre söderut. En minnessten över den gamla kyrkan finns på kyrkogården.
Den äldre delen av kyrkogårdens omgärdas av en stenmur, vilken har två stigluckor med putsade väggar och tegeltak.

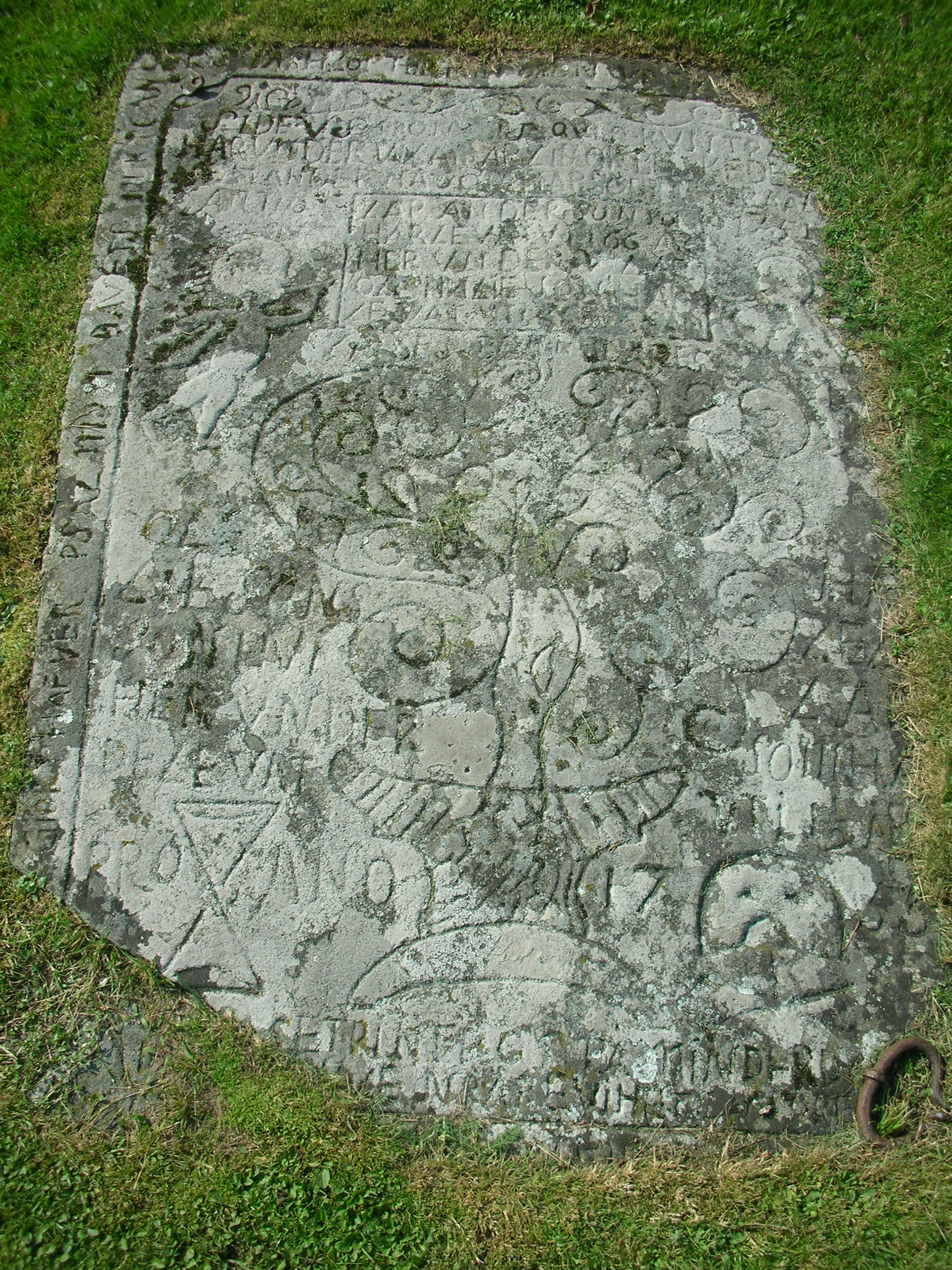
Kapargraven som den såg ut september 2015.

I den så kallade kapargraven lär ligga en kaparkapten, som var i Lars Gathenhielms tjänst.
Intill kyrkogården ligger Backa skola (Askimsskolan), som uppfördes 1865 och byggdes till 1926. Norr om skolan ligger Mikaelskyrkan, uppförd 1976.